# Noms de la Corée
 (décembre 2006).
Il existe plusieurs noms en usage pour la Corée, suivant les différentes dynasties et anciens royaumes. Le nom français Corée est un exonyme qui vient de la période Goryeo et est usitée à la fois par la Corée du Nord et la Corée du Sud dans des contextes internationaux. En coréen, les deux Corées emploient des termes différents pour parler du pays unifié : Joseon (조선) en Corée du Nord et Hanguk (한국) en Corée du Sud.

## Histoire
Les premiers textes de l'histoire coréenne sont écrits en chinois, bien que les deux langues ne soient pas apparentées. Même après la création du hangeul, les Coréens traduisaient généralement les noms coréens avec du hanja, par traduction du sens, translittération des sons, ou encore par combinaison des deux procédés. De plus, la prononciation d'un même idéogramme est différente en chinois et en coréen.
Pour toutes ces raisons, ainsi que pour des raisons de rareté des textes anciens, il est souvent très difficile de déterminer le sens ou même la prononciation des idéogrammes antiques.

### Histoire Antique

#### Joseon
Jusqu’au début de l'ère commune, le nord de la Corée et le sud de la Mandchourie étaient contrôlés par Gojoseon. Dans les textes chinois, ce nom était écrit 朝鮮, ce qui se prononce Joseon (조선) en coréen moderne. Go (古), signifiant « antique », le distingue de la dynastie Joseon.
Les caractères chinois ont transcrit phonétiquement un nom coréen, dont on pense qu'il se prononçait à peu près Jyusin. Certains ont spéculé sur la possibilité que les Chinois aient fait une référence à 肅愼 (숙신, suksin), 稷愼 (직신, jiksin) et 息愼 (식신, siksin), bien que ces derniers soient plutôt les ancêtres de Jürchen. (Voir aussi Dongyi.)
D'autres érudits pensent que 朝鮮 était une traduction du nom coréen Asadal (아사달), la capitale de Gojoseon : asa signifiant matin, et tar signifiant terre ou montagne. L'idéogramme 朝 peut signifier matin (dans le sens de zhāo en chinois) ou « dynastie » (comme dans cháo en chinois), tandis que 鮮 peut se traduire en « frais » ou « bon » souvent utilisé pour décrire la rareté.

#### Han
Au moment de la chute de Gojoseon, plusieurs seigneuries du sud de la Corée se regroupèrent, s'appelant collectivement les Samhan (삼한, « trois Han »). Han est une racine en coréen pour « Chef » ou « grand », comme dans marikan (« roi », archaïque), harabeoji (à l'origine hanabeoji, « grand-père »), ainsi que hana (« un ») et haneul (« ciel »). Il se pourrait que la même racine ait donne le titre mongolo/turc Khan.
Han fut retranscrit dans les textes chinois comme 韓 (한, han), 幹 (간, gan), 刊 (간, gan), 干 (간, gan), ou 漢 (한, han), mais n'a aucun rapport avec les gens ou les lieux du nom de Han.

#### Goguryeo
Au début de l'ère commune, les restes de l'empire Gojoseon furent réunis et étendus dans l'empire Goguryeo. C’était également un mot original en bas-coréen, selon toute probabilité prononce Guri, et retranscrit dans différents idéogrammes chinois : 高句麗/高勾麗/高駒麗 (고구려, Goguryeo), 高麗 (고려, Goryeo), 高離 (고리, Gori), ou 句麗 (구려, Guryeo). Dans 高駒麗, l'idéogramme 高 (« haut ») est un adjectif, plutôt qu'une partie de la translittération. Le caractère 麗 est parfois prononce ri.
On considère généralement que la racine originale du mot est Guru (구루, « cite fortifiée ») ou Gauri (가우리, « centre »).
La théorie selon laquelle le nom de la dynastie fait référence au nom de son fondateur a été largement battue en brèche (le nom royal ayant été changé de Hae à Go longtemps après la fondation de l'État).

### La restauration des noms
Dans le sud, le Samhan se changea en deux royaumes de Baekje et Silla, constituant, avec Goguryeo, les Trois Royaumes de Corée. En 668, Silla unifia les trois royaumes, et régna en tant que Silla unifié jusqu'en 935.
La dynastie qui lui succéda s'appela Goryeo (고려, 高麗), en référence à Goguryeo. Suivant la route de la soie, des marchands arabes transmirent l'existence de Silla et Goryeo jusqu'à l'Inde et au Moyen-Orient. Goryeo fut traduit en italien en Cauli, nom que Marco Polo utilisait quand il parlait du pays dans ses Voyages, qui venait du chinois mandarin Gāolì. À partir de Cauli, le nom se transforma en Corea en anglais et Corée en français puis en Korea (voir Noms occidentaux ci-dessous).
En 1392, une nouvelle dynastie vit le jour après un coup d'État militaire, la dynastie Joseon (조선, 朝鮮). C'est de cette période isolationniste, apparue après la conquête mandchoue en 1636, que naît le cliché de la Corée, « royaume ermite ». Les caractères chinois furent généralement traduits en anglais comme « morning calm », ou en français par « matin calme », et le surnom occidental de la Corée devint « pays du Matin calme » ; toutefois, cette interprétation n'est pas souvent utilisée en coréen, et est vue par les Coréens comme une traduction venant de l'anglais et comme un stéréotype.
En 1897, la Nation changea de nom pour « Daehan Jeguk » (대한제국, 大韓帝國, littéralement « Empire du Grand Han », connu comme l'Empire coréen), en référence au Samhan.

### XXesiècle
Quand la Corée passa sous occupation japonaise en 1910, le nom repassa a Joseon (avec, officiellement la prononciation japonaise Chōsen). Durant cette période, de nombreux groupes se battaient a l'étranger pour l'indépendance de la Corée, le plus connu étant Daehan Minguk Imsi Jeongbu (대한민국 임시정부, 大韓民國臨時政府), littéralement le « Gouvernement Provisoire de la Nation du Grand Peuple Han », connu en français sous le nom de « Gouvernement provisoire de la république de Corée » (民國 = 民 ‘peuple’ + 國 ‘État/Nation’ = ‘république’ en langage est-asiatique).
En 1948, Le sud adopta le nom provisoire de Daehan Minguk (대한민국, 大韓民國, voir ci-dessus), connu en français comme république de Corée. Pendant ce temps, Le Nord devint le Chosŏn Minjujuŭi Inmin Konghwaguk (조선 민주주의 인민공화국, 朝鮮民主主義人民共和國) littéralement la « république démocratique populaire Joseon », connue en français comme république populaire démocratique de Corée.

## Usage courant

### Orient asiatique

#### Corée

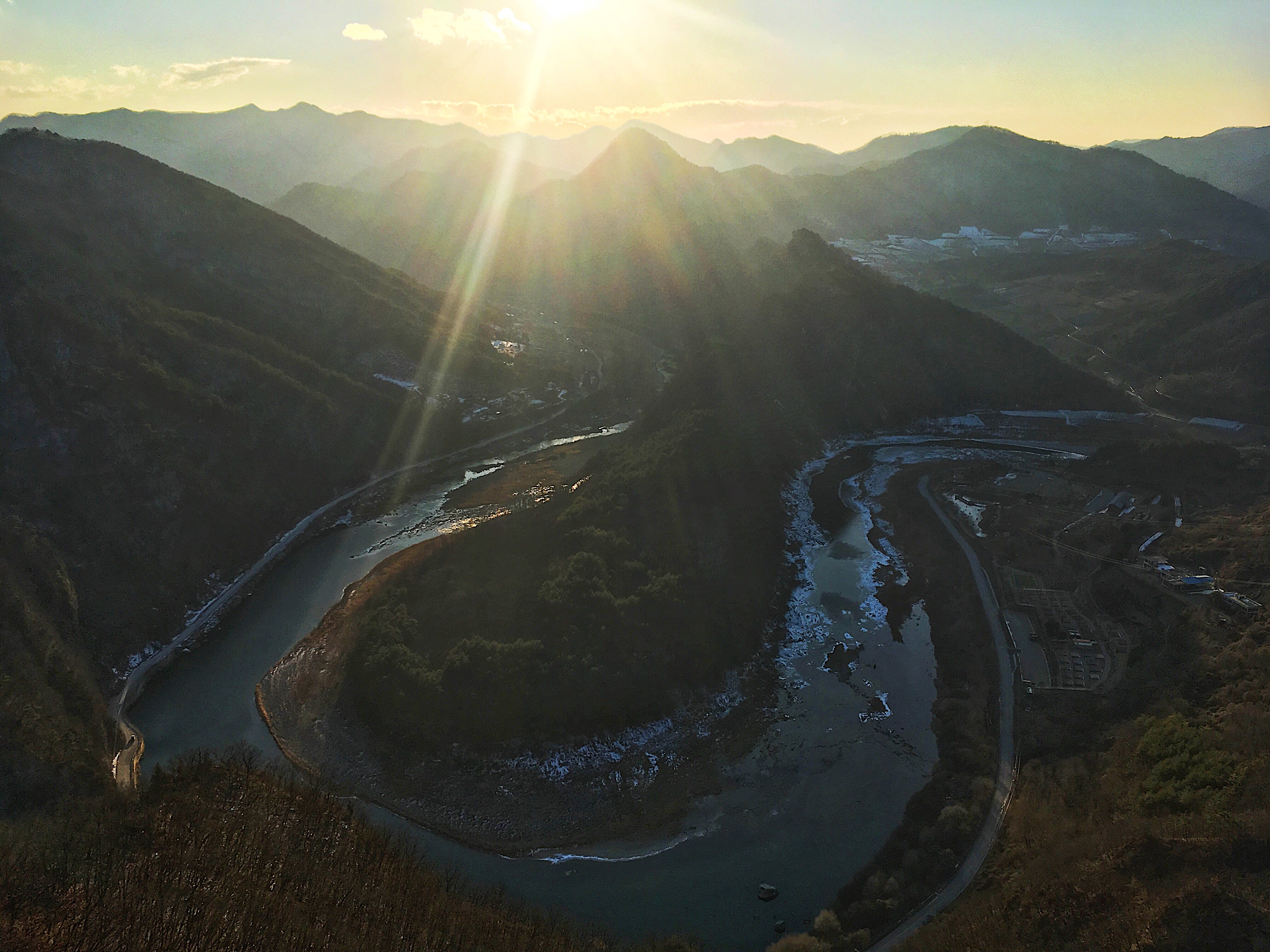
Hanbando Seupji, un promontoire qui aurait la même forme que la Corée, dans la province de Gangwon. Décembre 2017.

De nos jours, les Sud-Coréens disent Hanguk pour parler de la Corée en entier, Namhan (남한, 南韓, « Sud Han ») pour la Corée du Sud, et Bukhan (북한, 北韓, « Nord Han ») pour la Corée du Nord. La Corée du Sud se réfère moins formellement à la Corée du Nord en disant Ibuk (이북, 以北, « Le Nord »).
Les Nord-Coréens utilisent Chosŏn, Namjosŏn (남조선, 南朝鮮, « Chosŏn du sud »), et Bukchosŏn (북조선, 北朝鮮, « Chosŏn du nord ») respectivement. 
La langue coréenne s'appelle Hangugeo (한국어, 韓國語) ou Hangungmal (한국말) dans le sud et Chosŏnmal (조선말) ou Chosŏnŏ (조선어, 朝鮮語) au Nord. L'écriture coréenne est appelée Hangeul (한글) en Corée du Sud et Chosŏn'gŭl (조선글) en Corée du Nord. La péninsule de Corée est appelée Hanbando (한반도, 韓半島) au sud et Chosŏn Pando (조선반도, 朝鮮半島) au nord.

#### Pays sinophones
Dans le chinois usité en Chine, à Hong Kong, Macao, Singapour, et Taïwan, la péninsule Coréenne est habituellement désignée par Cháoxiǎn Bàndǎo, expression romanisée en Cháosiǎn Bàndǎo en tongyong pinyin (chinois simplifié : 朝鲜半岛 ; chinois traditionnel : 朝鮮半島), mais il est aussi appelé parfois Hán Bàndǎo avec la même romanisation en hanyu pinyin et tongyong pinyin (chinois simplifié : 韩半岛 ; chinois traditionnel : 韓半島).
Jusque récemment, la république populaire de Chine avait tendance à utiliser le nom coréen historique Cháoxiǎn (朝鲜, Joseon), en se référant à la Corée du Sud comme Nán Cháoxiǎn (南朝鲜, « Sud Joseon »). Depuis l'établissement de relations diplomatiques avec la Corée du Sud en 1992, la Chine a utilisé les noms que chacun des deux pays préfère, en parlant de la Corée du Nord comme Cháoxiǎn et de la Corée du Sud comme Hánguó (韩国, Hanguk). On parle de la langue coréenne soit comme Cháoxiǎnyǔ (朝鲜语) ou comme Hánguóyǔ (韩国语), bien que beaucoup de gens soutiennent que seule la première appellation est correcte, dans la mesure où la Chine comprend une minorité importante de Coréens ethniques (朝鲜族, Cháoxiǎnzú) qui utilisent le nom historique.
Taïwan, en revanche, utilise les noms sud-coréens, se référant aux Nord-Coréens comme Běihán (北韓, « Han du nord ») et aux Sud-Coréens comme Nánhán (南韓, « Han du sud »). Le gouvernement Kuomintang de la république de Chine basé à Taïwan reconnaissant la Corée du Sud mais pas la Corée du Nord, Hánguó (韓國) est utilisé pour se référer à la Corée tout entière et les manuels taïwanais parlent de la Corée comme de la Chine en tant que Nations unifiées. Le ministre des Affaires étrangères de la république de Chine sous le gouvernement du Parti de la Démocratie progressive considère désormais les Corées du Sud et du Nord comme deux pays séparés. Toutefois, la population de Taïwan parle toujours de la Corée du Nord comme Běihán (北韓, « nord Han[guk] ») et de la Corée du Sud comme Nánhán (南韓, « Sud Han[guk] ») tandis que l'usage Cháoxiǎn (朝鮮, tongyong pinyin : Cháosiǎn) est généralement limité à l'ancienne Corée. On doit noter que la république de Chine n'a jamais eu de relations diplomatiques avec la république populaire démocratique de Corée. La langue coréenne est appelée Hánguóyǔ (韓國語) ou Hányǔ (韓語).
De même, la population de Hong Kong et Macao appelle la Corée du Nord Bak Hon (北韓, « Nord Han[guk] ») et la Corée du Sud comme Nam Hon (南韓, « Sud Han[guk] »). Toutefois, dans la mesure où Hong Kong comme Macao sont toutes deux des Régions administratives spéciales de la république populaire de Chine, il existe désormais une tendance à utiliser les mêmes désignations qu'en Chine.
Dans le chinois utilisé à Singapour, la Corée du Nord est habituellement appelée Cháoxiǎn (朝鲜, Chosŏn), les expressions Běi Cháoxiǎn (北朝鲜, « Nord Chosŏn ») et Běihán (北韩, « Han du nord ») étant moins souvent usitées, tandis que la Corée du Sud est habituellement appelée Hánguó (韩国, Hanguk), les expressions Nánhán (南韩, « Sud Han[guk] ») et Nán Cháoxiǎn (南朝鲜, « Sud Chosŏn ») étant moins souvent usitées.

#### Japon
Au Japon, les noms préférés par les deux parties sont usités, et ainsi on dit, pour la Corée du Nord Kita-Chōsen (北朝鮮, « Nord Chosŏn ») et pour la Corée du Sud, Kankoku (韓国, Hanguk). En janvier 2003, plusieurs journaux ont cessé d'utiliser le (trop long) nom officiel de la Corée du Nord (朝鮮民主主義人民共和国, Chōsen minshushugi jinmin kyōwakoku) au moins une fois en début d'article pour ne mentionner qu'exclusivement sa forme courte,. La langue coréenne est la plupart du temps désignée comme Kankoku-go (韓国語) ou Chōsen-go (朝鮮語). Elle est également parfois appelée Chōsen-Kankoku-go (朝鮮韓国語) ou Kankoku-Chōsen-go (韓国朝鮮語). Toutefois, lorsque la NHK diffuse un programme d'apprentissage de la langue coréenne, ils la désignent par Hangurugo (ハングル語) qui signifie langue du système d'écriture Hangul. Certains la désignent par Koriago (コリア語, « Koria » est la transcription de « Korea ») signifiant « langue de la Corée ». Ces termes ne sont pas usités en japonais ordinaire, mais est un compromis pour plaquer les deux nations dans un processus euphémistique appelé kotobagari. Il existe une tendance à utiliser la transcription de l'anglais Korea (コリア, Koria) et Korean (コリアン, Korian) dans la presse dans le but avoué d'éviter toute implication politique.

#### Vietnam
Au Viêt Nam, les gens appellent la Corée du Nord Triều Tiên (Chosŏn) et la Corée du Sud Hàn Quốc (Hanguk). Avant l'unification, le Nord Vietnam utilisait Bắc Triều Tiên (Bukchosŏn) et Nam Triều Tiên (Namjosŏn) tandis que le Sud Vietnam utilisait Bắc Hàn (Bukhan) et Nam Hàn (Namhan) respectivement pour les Corées du sud et du nord. Après l'unification, la terminologie du nord a perduré jusqu'au début des années 1990. Quand la Corée du sud a rétabli les relations diplomatiques avec le Viêt Nam en 1993, elle demanda que le Viêt Nam utilise le nom qu'elle utilisait elle-même, et Hàn Quốc remplaça graduellement Nam Triều Tiên dans l'usage.

### Usage occidental
Les Corées du Sud comme du Nord utilisent le nom Corée (ou équivalent immédiat) quand elles se réfèrent a leur pays en français ou dans une autre langue occidentale.

#### Anglais
À cause de la coexistence de Corea et Korea dans les publications en anglais du XIXe siècle, certains Coréens croient que le Japon, du temps de l'Occupation japonaise, a normalisé intentionnellement l'orthographe de Korea, afin que Japan puisse apparaître en premier dans l'ordre alphabétique. En réalité les deux gouvernements utilisaient les deux noms Korea and Corea jusqu'au début de l'occupation japonaise,, : « Les livres et les cartes en anglais publiées durant le XIXe siècle écrivaient le nom du pays comme Corea, exactement comme le gouvernement britannique qui posa la première pierre de son ambassade à Séoul en 1890 avec le nom Corea mais a un certain moment au XXe siècle, Korea commença à être plus fréquent que Corea - un changement qui coïncida avec un renforcement du contrôle du Japon sur la péninsule. » La plupart des preuves sont congruentes, y compris un mémoire de 1912 par un haut fonctionnaire colonial japonais se plaignant de la tendance coréenne « à maintenir qu'ils sont un pays indépendant en s'entêtant à utiliser un C pour écrire le nom de leur pays ».

#### Français
La graphie la plus commune est Corée du Nord et Corée du Sud. Pour la France ces formes sont officialisées par la Liste annexée à l'arrêté du 4 novembre 1993.
Mais comme il s'agit d'entités politiques ou administratives, d'autres écrivent Corée du Nord et Corée du Sud avec des traits d'union (à la façon de la Corse-du-Sud par exemple) comme le fait le Petit Robert 2007.
On parlait de l'Allemagne de l'Ouest et de l'Allemagne de l'Est, formations analogues à Corée du Nord et Corée du Sud, mais pour le Vietnam les formes courantes étaient Nord-Vietnam et Sud-Vietnam.

### Les Coréens de l'étranger
Là où de grosses populations d'immigrants ont été établies en dehors de Corée avant sa partition, les communautés ont tendance à maintenir l'identité de la nation coréenne traditionnelle, sans s'associer avec les gouvernements du Sud ou du Nord.
Les sujets de l'ancien Goryeo qui ont émigré en Russie et en Asie centrale s'appellent eux-mêmes les Goryeoin (고려인, 高麗人, littéralement « personne ou gens de Goryeo »), ou Kareisky en Russe. On estime qu'environ 1 145 Goryeoin vivent à l'intérieur de la CEI, y compris 106 852 en Russie, 22 000 en Ouzbékistan, 20 000 au Kirghizistan, 17 460 au Kazakhstan, 8 669 en Ukraine, 2 000 en Biélorussie, 350 en Moldavie, 250 en Géorgie, 100 en Azerbaïdjan, et 30 en Arménie.
Au Japon, ceux qui ont émigré avant et après l'annexion de la péninsule coréenne maintiennent généralement l'héritage culturel qui les distingue (comme les Baekje-towns ou Goguryeo-villages). Ceux qui vivent au Japon avec la nationalité coréenne sont appelés Zainichi (在日, « vivant au Japon ») par les Japonais, un terme qui est aussi utilisé pour les Japonais d'ascendance coréenne sans préférence pour la Corée du Sud ou du Nord.